# 水口愛弓
水口 愛弓（みずぐち あゆみ、1972年9月25日 - ）は、北日本放送の元女性アナウンサー。富山県富山市出身。同志社女子大学卒業。1995年入社。現在は退社している。

## 過去の主な担当番組
テレビ
- KNBニュースプラス1
- ビタミンワイド（ラジオ）